# Henriëtte Vaillant
Henriëtte Vaillant (* 10. Dezember 1875 in Utrecht; † 13. Dezember 1949 in Den Haag) war eine niederländische Malerin und Bildhauerin.

## Leben und Werk
Henriëtte Vaillant besuchte die Koninklijke Academie van Beeldende Kunsten in Den Haag und belegte zwischen 1893 und 1899 Kurse bei Pieter Johannes den Hertog. An der Polytechnischen School in Delft wurde sie von den Bildhauern Eugène Lacomblé und Arend Willem Maurits Odé unterrichtet. Bis 1943 wohnte und arbeitete sie nacheinander in Rotterdam, Delft und Den Haag. Während des Krieges lebte sie 1945 in Rosmalen, anschließend kurz in Den Haag, 1947 in Beilen, bis sie endgültig nach Den Haag zurückkehrte.

Luisterend Meisje und Jongen Met Bal, Utrecht, Oudwijk, 1923
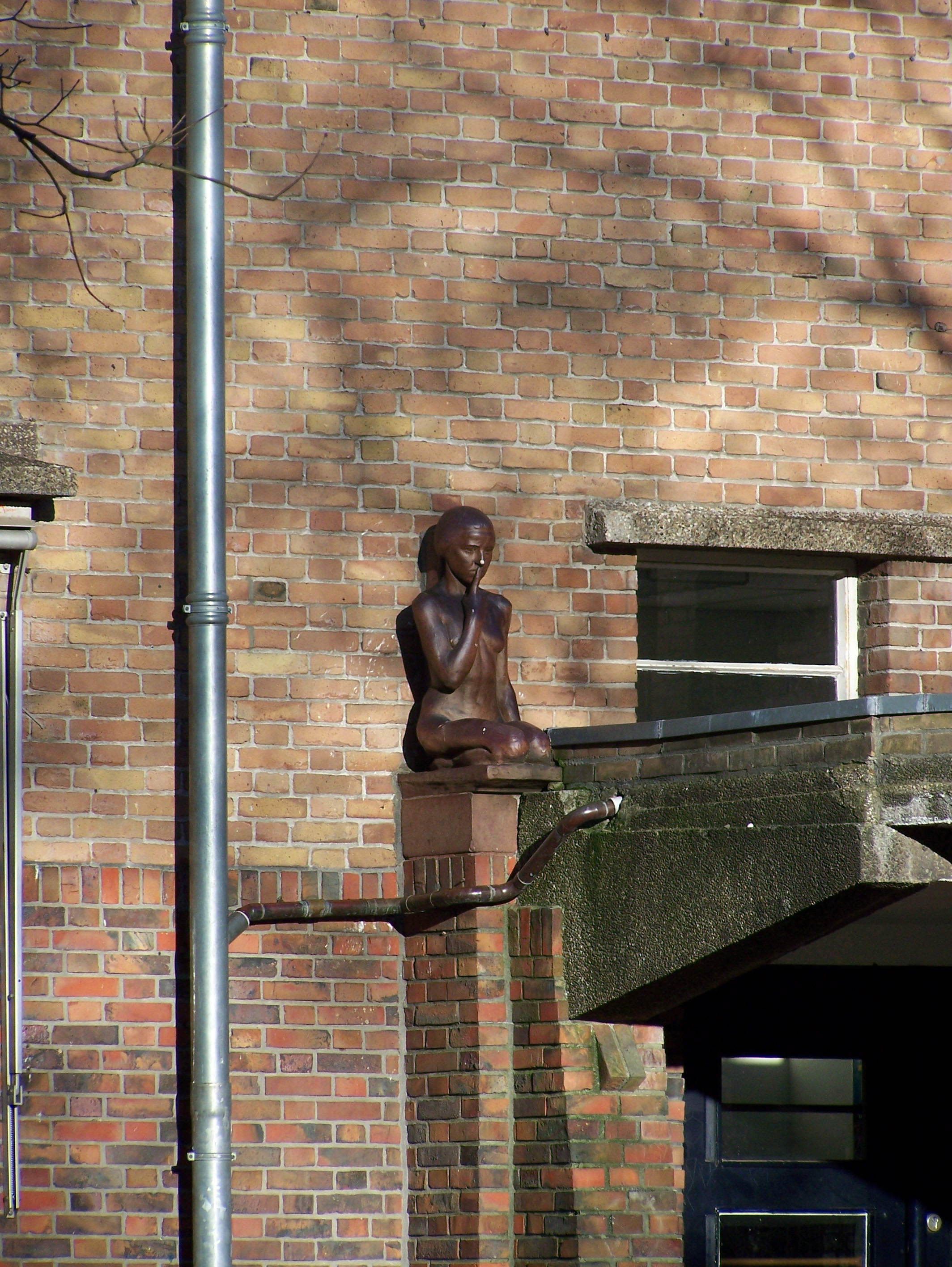
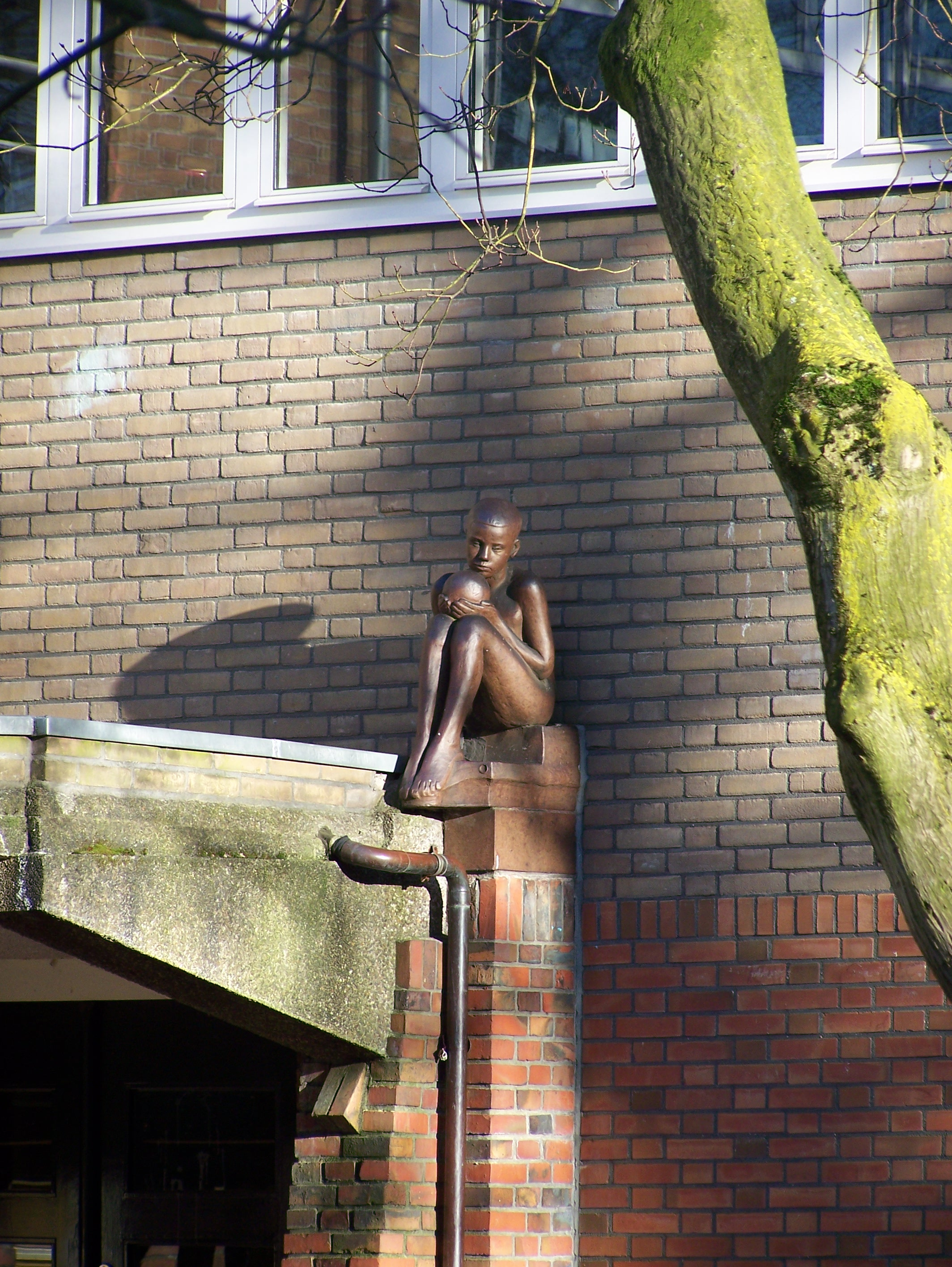

Henriëtte Vaillant war vor allem für ihre glasierten Keramiken und kleinen Holzskulpturen bekannt. Sie fertigte aber auch Bronzefiguren in größerem Maßstab. Zu ihren Motiven zählten vor allem Porträts, Kinder- und Tierdarstellungen. Im Auftrag der Porzellanmanufaktur Royal Delft schuf Henriëtte Vaillant vor allem keramische Kleinskulpturen von Tieren. Sie entwarf auch einige Sportfiguren, wie etwa für den Amsterdamer Kunstwettbewerb 1928 ein Porträt der niederländischen Tennisspielerin Kea Bouman, die 1927 die French Open gewann.
Henriëtte Vaillant war Mitglied des Nederlandse Kring van Beeldhouwers (NKVB), der Kunstenaarsvereniging Sint Lucas und im Pulchri Studio. Sie stellte 1925 ihre Werke auf der Exposition internationale des arts décoratifs et industriels modernes aus, wo sie eine lobende Erwähnung erhielt sowie bei den Kunstwettbewerben der Olympischen Sommerspiele 1928.